# Walter Dalgal
Walter Dalgal (Charleroi, 16 de gener de 1960) va ser un ciclista italià, que fou professional entre 1976 i 1989. Encara que va néixer a Bèlgica i va disputar la majoria de la seva carrera en aquest país, va adoptar la nacionalitat italiana per ser fill d'immigrants. En el seu palmarès destaca el Gran Premi de Valònia de 1981 i la Druivenkoers Overijse de 1983.

## Palmarès
- 1976
  - 1r a Sint Kwintens-Lennik
- 1977
  - 1r a Sint-Denijs
- 1978
  - 1r a De Pinte
  - 1r a Herzele
- 1979
  - 1r a Fletxa de Liederkerk
- 1981
  - 1r al Gran Premi de Valònia
  - 1r a Kruishoutem
- 1982
  - 1r a Ottignies
- 1983
  - 1r a la Druivenkoers Overijse
  - 1r a Diksmuide
  - 1r a la Houtem-Vilvoorde
  - 1r a Kruishoutem
- 1986
  - 1r a Kortrijk
- 1987
  - 1r a Willebroek
- 1988
  - 1r a Kortrijk

### Resultats a la Volta a Espanya
- 1978. Abandona (4a etapa)
- 1984. 71è de la classificació general
- 1988. Abandona (15a etapa)

### Resultats al Giro d'Itàlia
- 1985. 96è de la classificació general